# فابین لاماتینا
فابین لاماتینا (انگلیسی: Fabien Lamatina؛ زادهٔ ۳ ژوئیهٔ ۱۹۸۵) بازیکن فوتبال اهل فرانسه است.
از باشگاه‌هایی که در آن بازی کرده‌است می‌توان به باشگاه فوتبال نیس اشاره کرد.